# Trybskie Polany

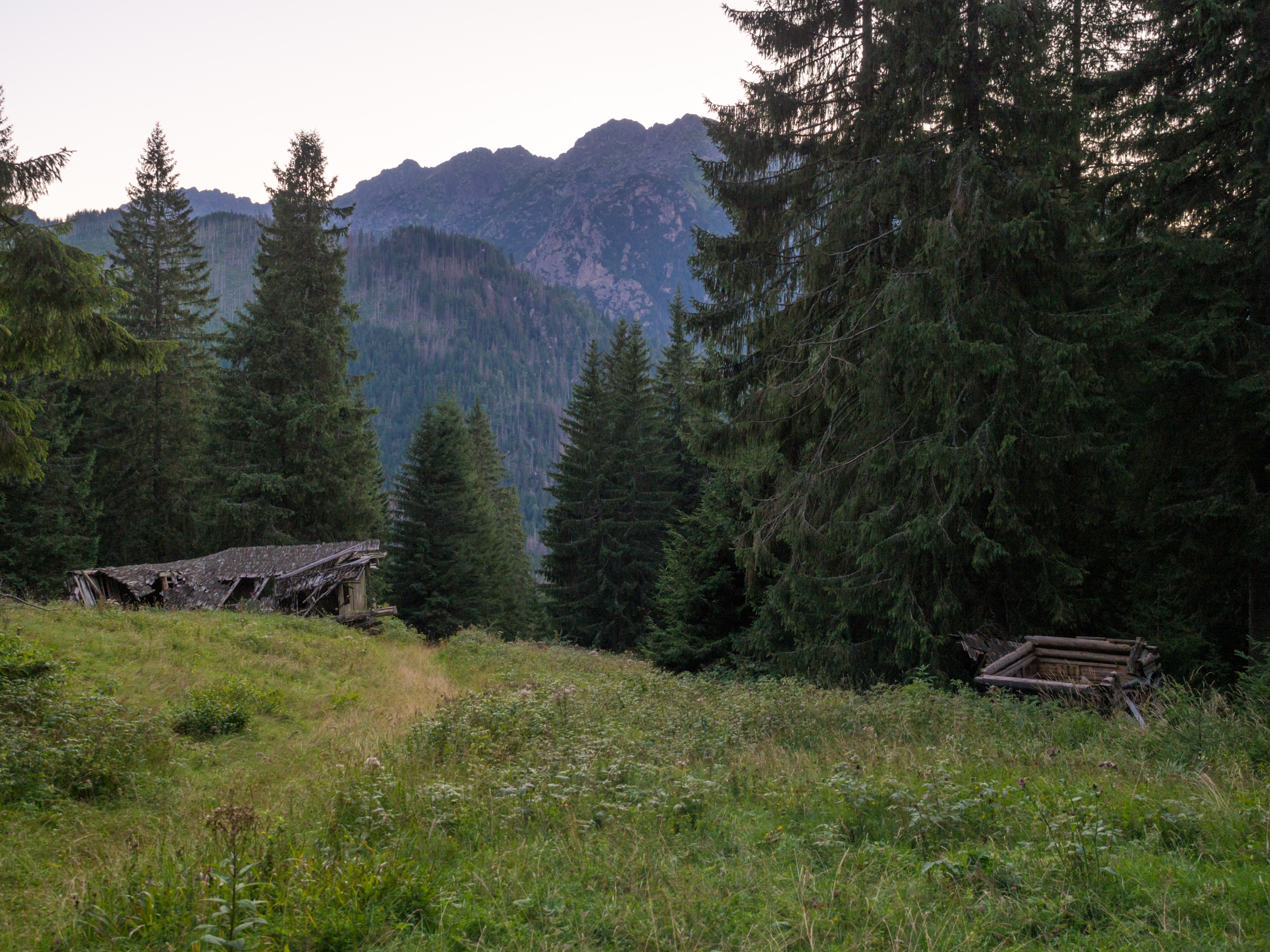
Wyżnia Trybska Polana

Trybskie Polany (słow. Tropové polianky) – cztery polany w Dolinie Białki w słowackich Tatrach Wysokich. Znajdują się w jej orograficznie prawym odgałęzieniu – Dolinie Rozpadlinie. Są to:
- Niżnia Trybska Polana (Nižná Tropova poľana) znajdująca się najbliżej znakowanego szlaku prowadzącego dnem Doliny Białki,
- Skrajna Trybska Polana (Predná Tropova poľana) położona około 50 m na północ od Niżniej,
- Pośrednia Trybska Polana (Prostredná Tropova poľana) położona powyżej Niżniej, za 100-metrowym pasem lasu. Jest największą z wszystkich polan,
- Wyżnia Trybska Polana (Vyšná Tropova poľana)[1].

Polskie nazwy polan nawiązują do polskiej miejscowości Trybsz, której mieszkańcy dawniej użytkowali te polany. Autorem nazw Skrajnej i Pośredniej Trybskiej Polany jest Władysław Cywiński. Nazwy słowackie wywodzą się od nazwiska Tropa. W 1923 trzech członków tej rodziny zakupiło 304 ha gruntów, w skład których wchodziły polany. Trybskie Polany znajdują się na obszarze ochrony ścisłej Tatrzańskiego Parku Narodowego i nie prowadzi przez nie żaden szlak turystyczny.